# Lind (inslagkrater)
Lind is een inslagkrater op de planeet Venus. Lind werd in 1985 genoemd naar de Zweedse zangeres Jenny Lind (1820-1887).
De krater heeft een diameter van 25,8 kilometer en bevindt zich naast inslagkrater Bahriyat in het uiterste zuidoosten van het quadrangle Lakshmi Planum (V-7).